# Wólka Krzykowska
Wólka Krzykowska [pronunciación en polaco: /ˈvulka ˈvulka kʂɨˈkɔfska/] es un pueblo ubicado en el distrito administrativo de Gmina Ujazd, dentro del condado de Tomaszów Mazowiecki, Voivodato de Łódź, en el centro de Polonia. Se encuentra a unos 11 kilómetros al noroeste de Tomaszów Mazowiecki y a 38 kilómetros al sureste de la capital regional Łódź.